# 419 (tal)
419 är det naturliga heltal som följer 418 och följs av 420.

## Matematiska egenskaper
- 419 är ett primtal[1].
- 419 är ett udda tal.

## Inom vetenskapen
- 419 Aurelia, en asteroid.